# Gare d'Öttevény
La gare d'Öttevény (en hongrois : Öttevény vasútállomás) est une halte ferroviaire hongroise, située à Öttevény.